# Aarhuška stolnica
Aarhuška stolnica (dansko Århus Domkirke) je stolnica v Aarhusu na Danskem. Je najdaljša in najvišja cerkev v državi, 93 m v dolžino in 96 m v višino.
Gradnja stolnice se je začela v 12. stoletju in je glavna stavba škofije Aarhus za Dansko cerkev, posvečena zavetniku mornarjev, svetemu Klemenu. Stolnica stoji na levi strani osrednjega trga Store Torv (Veliki trg) z naslovom Domkirkepladsen 2, 8000 Aarhus C, Danska v središču mesta. Cerkev lahko sprejme okoli 1200 ljudi.
Aarhauša stolnica je zaščitena stavba in je bila tako označena 1. februarja 2012.

## Zgodovina

### Prve cerkve v Aarhusu
Ni natančno znano, kdaj so se ljudje prvič naselili blizu izliva reke Aarhus na vzhodni obali Jutlandije. Zagotovo je bilo v 700-tih letih tam vikinško mesto. Nedavne raziskave so datirale gradnjo prvega mestnega obzidja v leto 934. Aarhus je moral biti pomembno mesto v vikinški dobi, saj je v mestu ali blizu njega šest runskih kamnov. Ime je znano kot Aros, Arus, Aarhus ali Aars že v 15. stoletju. Mestna listina iz leta 1449 ga imenuje Aarss. Po reformaciji na Danskem je postalo aktualno ime Aarhus.
Prva cerkev v Aarhusu, cerkev Svete Trojice, lesena konstrukcija, je bila zgrajena med vladavino jutlandskega kralja Fróðija okoli leta 900 na vrhu mestnega poganskega grobišča v takratnem središču mesta. Prvi škof je bil Reginbrand, misijonski škof v Arosu leta 948 pod hamburškim nadškofom. Aros je leta 1060 prišel pod oblast viborškega nadškofa. Po Adamu iz Bremna je bil Aros pred letom 998 postal odvisna škofija.
Cerkev sv. Nikolaja je bila prva stolnica v Arosu. Druga stolnica je bila lesena konstrukcija, ki jo je leta 1102 zgradil škof Ulfketil v bližini sedanjega mesta za hrambo relikvij svetega Klemena. Sveti Klemen je bil zgodnji rimski škof, ki je bil mučen tako, da so mu na vrat privezali sidro in ga vrgli v Črno morje, glede na izmišljeno biografijo svetnika. Klemen je bil zavetnik mornarjev in še posebej priljubljen v Skandinaviji. Prva cerkev sv. Klemena je pogorela nekje pred letom 1190.
Ta lesena cerkev je bila središče lokalnega češčenja sv. Nielsa iz Aarhusa (imenovan tudi sv. Nikolaj). Sv. Niels je bil mlajši sin kralja Knuta V. Princ Niels je kot mladenič izgubil zanimanje za življenje na dvoru in se umaknil v vas Skibby pri Aarhusu ter z lastnimi rokami zgradil cerkev. Živel je svetniško in pomagal ljudem v okolici Aarhusa. Nekega dne, ko je z nekaj moškimi iz mesta podiral drevje za gradnjo cerkve v Vibyju blizu morja, se je eden od mož pritožil, da je žejen. Sveti Niels je molil za vodo in pojavil se je izvir, ki je človeku potešil žejo; od takrat teče vrelec sv. Nielsa. Stoletja je bil romarski kraj in tam naj bi se zgodile številne čudežne ozdravitve, zlasti na dan sv. Nielsa. Na smrtni postelji leta 1180 je sveti Niels prosil, da ga pokopljejo v »cerkvici ob morju« (sv. Klemen). Pokopan je bil na cerkvenem pokopališču pri sv. Klemenu.

### Aarhuška stolnica
Aarhuško stolnico je začel graditi desetletje po letu 1190 škof Peder Vognsen (um. 11. aprila 1204) iz močne družine Hvide iz Zelandije. Škof Vognsen je zgradil stolnico okoli cerkve svetega Klemena, ker so lokalni ljudje častili svetega Nielsa, Vognsen pa je želel to predanost izkoristiti za svojo stolnico. Vognsen je ustanovil tudi stolnično šolo Aarhus Katedralskole, preden je bila stolnica dokončana. Cerkev je bila dokončana leta 1300 v tipičnem romanskem slogu s polzaobljenimi loki, ki podpirajo raven leseni strop. Druga stavba sv. Klemena je bila zgrajena iz velike rdeče opeke, novega gradbenega materiala, ki je postal priljubljen po vsej Skandinaviji in severni Nemčiji za cerkvene in javne stavbe. V severni transept so bile vzidane štiri kapele. Škofovski stol je bil prestavljen iz cerkve Matere Božje k sv. Klemenu.
Vendar pa sta leta 1330 stolnica in večji del mesta pogorela, cerkev pa je bila zapuščena do leta 1449. Do takrat je gotski slog arhitekture dosegel Dansko in stolnico so postopoma povečevali, dokler leta 1500 ni dosegla sedanje velikosti. Ladja je bila podaljšana na 93 metrov, najdaljša na Danskem. Transept je bil razširjen, značilno gotsko obokanje pa je dvignilo strope in omogočilo visoka okna, ki stavbo napolnijo s svetlobo.
Reformacija je na veliko pomembnih načinov spremenila življenje v stolnici in okoli nje. Leta 1524 je Hans Tausen (1494–1561), danski Luther, poučeval pridigo na veliki petek v opatiji Antvarskov in razglašal Lutrove nauke. Njegov nadrejeni ga je ukazal zapreti v samostan Hospitallers v Viborgu na Jutlandiji. Tausen je učil iz svoje celice in navadni ljudje so se odzvali z navdušenjem. Njegov nadrejeni je skušal utišati Tausena, a so ga skoraj izgredi prisilili v izpustitev. Na začetku mu je bilo dovoljeno pridigati na prostem, vendar so njegovi podporniki vdrli v frančiškansko cerkev in kmalu je imel Tausen več privržencev, kot jih je cerkev lahko sprejela. V enem letu je bil kraljev lastni kaplan. Luthrove ideje so se hitro razširile v Aarhus in kmalu so meščani zahtevali pravico do poslušanja liturgije v danščini. Škof in kanoniki so poskušali zaustaviti širjenje luteranskega nauka v svoji škofiji, toda Tausen je ujel domišljijo ljudi in jih ni prestrašilo nič, kar bi škof lahko grozil. Večina plemičev je bila neomajno katoliške vere, kar je prineslo še večjo podporo navadnih ljudi. Do leta 1528 je večina mest začela proces prenove svojih cerkva. Tausen je učil, da je razdiranje starih cerkva napačno in da je treba urejene spremembe uporabiti za reformo cerkve.
Leta 1533 je Friderik I. Danski umrl in njegov sin Kristijan III. je bil na skupščini v Viborgu (dansko Landsting) razglašen za kralja Danske, vendar je državni svet, ki so ga imenovali katoliški škofje, zavrnil izvolitev in je pozval grofa Krištofa Oldenburškega, da pomaga pri vrnitvi katoliškega Kristjana II. na prestol. Posledica tega je bila dvoletna vojna, imenovana Grofov spor. Kljub težavam je zmagal Kristjan III., ki je poleti 1536 aretiral več škofov in jih vrgel v ječo. Zadnji rimskokatoliški škof v Aarhusu, Ove Bille († 1555) je bil zaprt poleti 1536, ko je Danska uradno postala luteranska država.
Stolp je s 96 metri najvišji na Danskem. Današnjo obliko je dobila leta 1931. Leta 1642 je strela udarila v stolp in ga zažgala ter uničila nekaj zgodovinskih zvonov, vendar je bila škoda v notranjosti cerkve minimalna.

## Notranjost

### Freske in vitraži
Aarhuška stolnica ima številne freske iz let 1470 do 1520. Do reformacije je bila večina sten cerkve prekrita s freskami, od katerih so bile mnoge izgubljene. Stolnica ima še vedno 220 kvadratnih metrov fresk, več kot katera koli druga cerkev na Danskem. Ena slika izpred leta 1470 je bila ohranjena iz prve stolnice v romanskem slogu v severozahodnem kotu, tako imenovanega Lazarjevega okna, naslikanega okoli leta 1300. Menijo, da je bilo okno uporabljeno za dajanje hrane gobavcem, ki niso smeli noter.
Slike svetega Krištofa in svetega Klemena so najvišje v državi. Druge figure so sv. Mihael in sv. Jurij z zmajem (na sliki levo).
Sv. Klemen ima samo en vitraj. Ustvaril jo je norveški umetnik Emanuel Vigeland (1875–1948) leta 1926. Njegova tema je vzeta iz himne N. F. S. Grundtviga Da livtræet fæstet i graven rod. Visok je 14 metrov in je največji vitraž na Danskem. Na oknu so naslikani trije prizori: spodaj Kristus leži v grobu na Golgoti; naslednji je križani Kristus, na vrhu pa Kristus, ki stoji v zlati luči. Najbolj nenavadna značilnost je prizor Križanja, ki (iz neznanega razloga) prikazuje Jezusovo glavo, ki pada na levo, za razliko od tradicionalnih prizorov, ki vedno prikazujejo Jezusovo glavo, ki pada na desno.

### Oltar
Stolnica ima čudovito oltarno sliko, ki jo je izrezljal slavni lübeški kipar in slikar Bernt Notke (okoli 1440–okoli 1509). Posvečena je bila na velikonočno nedeljo leta 1479 in je eden največjih danskih zakladov. Oltarna slika je nenavadna v tem, da ima premične dele, tako da je med liturgičnim koledarjem mogoče videti različne prizore.
Prižnico je izrezljal v hrastu kipar Mikkel van Groningen in jo posvetil leta 1588. Prikazuje prizore iz Stare in Nove zaveze.

### Krstilnik
Krstilnik je iz bakra izdelal izdelovalec zvonov Peter Hansen iz Flensborga leta 1481. To je bil dar škofa Jensa Ivarsena Langeja (um. 1482), ki je le dve leti prej podaril veliko oltarno sliko svetemu Klemenu. Krstilnik stoji na glavah štirih evangelistov v človeški podobi, vendar z glavami živali, ki v cerkveni umetnosti pogosto simbolizirajo štiri evangeliste: Janez je z orlovo glavo, Marko z levjo glavo, Luka z volovsko glavo, medtem ko ima samo Matej glavo človeka.
Krstilnik ima štiri reliefno izrezljane prizore iz življenja Kristusa in devetih apostolov (ostalih figur ni mogoče prepoznati). Prizori so krst, križanje, Kristus na sodni dan in Marijino nebeško kronanje.
Prvih sto let je bil krstilnik odprt in duhovnik je otroka trikrat potopil; kasneje so dodali medeninasto streho in srebrni pladenj za krst otrok, ki je danes star več kot 300 let.

### Zlata vrata, zvonovi in model ladje
Zlata vrata so ena od petih vrat iz kovanega železa, ki ločujejo ladjo od kora in spominjajo na ločitev med duhovščino in javnostjo v katoliških časih. Vrata je izdelal nemški umetnik Caspar Fincke (1584–1655).
V ogromnem zvoniku visi osem zvonov. Leta 1642 je v stolp udarila strela in ga zažgala ter poškodovala nekaj zvonov. Najstarejši (iz sredine 13. stoletja je Martinus; pl je bil ulit leta 1493, zvon Pera Tidichsøna je iz leta 1505, zvon Casparja Køniga je bil ulit leta 1746, zvon M. C. Troschell je bil ulit leta 1762 in par zvonov L. Andersena je iz leta 1893, nazadnje pa je prišel zvon S. Frichsa iz leta 1894.
Kot je navada v mnogih delih Danske, na prehodu visi ladja kot opomin na izgubljene na morju in na tesno povezavo Danske z morjem (na sliki levo). Ladja stolnice (iz leta 1720) se imenuje Enigheden (dobesedno 'Enotnost') in je bila morda zgrajena na Nizozemskem: ruski car Peter Veliki je vojaške ladje naročil pri ladjedelcih na Nizozemskem; namesto skic so mu ponudili model prihajajoče ladje, ki so jo po morju poslali v Rusijo. Neurje je potopilo transporter pri Skagenu in model je skoraj nedotaknjen prišel do obale. Nekateri ribiči iz Aarhusa so kupili model in ga nato ponudili kot votivni dar Aarhus Domkirke.
Z modelom ladje, dolgim 2,65 metra in višino 3,50 metra, je največja cerkvena ladja v kateri koli danski cerkvi in velja za simbol človekovega jadranja od zibelke do groba.

### Grobnice in spomeniki
V kripti stolnice so posmrtni ostanki na tisoče ljudi vseh položajev. Cerkev ima več kapel in grobnic (v romanskem in baročnem slogu) ter številne spomenike. Najbolj presenetljiva je kapela Marselis, ki jo je za družino Marselis zgradil flamski baročni kipar Thomas Quellinus (1661–okoli 1710); visok baročni spomenik v kapeli je največji te vrste na Danskem, pod tlemi pa je družinski grobni obok.

### Orgle
Glavne orgle je zgradil izdelovalec orgel Lambert Daniel Kastens (okoli 1690–1744) leta 1730. Bil je učenec enega najbolj znanih evropskih izdelovalcev orgel Arpa Schnitgerja (1648–1719) iz Hamburga. Večkrat so bile obnovljene, povečane in posodobljene, ohranjen pa je baročni prospekt. Večino glasov v sedanjih orglah so zgradili graditelji orgel Th. Frobenius & Sons med letoma 1928 in 2001. Najnovejšo restavracijo so med letoma 2018 in 2020 izvedli danski izdelovalci orgel Marcussen & Søn. Z 89 piščalmi so zdaj največje cerkvene orgle na Danskem. Leta 1885 je pianist, skladatelj in dirigent Robert William Otto Allen (1852–1888) postal organist.